# Catos

El limes romano del Rin y los pueblos germanos de la Germania libera a mediados del siglo I, apareciendo los catos frente a la provincia romana Germania Superior.

Los catos (en latín, chatti) fueron un antiguo pueblo germánico que se estableció en la región central y septentrional de Hesse y en la región meridional de Baja Sajonia, a lo largo del curso superior del río Weser y en los valles y montañas en las regiones de los ríos Eder, Fulda y Werra; un distrito correspondiente aproximadamente a Hesse-Kassel, aunque probablemente algo más amplio. De acuerdo con Tácito (Historiae iv. 70*), entre ellos estaban los bátavos, hasta que una lucha interna los hizo separarse y ocupar nuevas tierras en las bocas del Rin.
Los catos resistieron exitosamente su incorporación al Imperio romano, uniéndose a la coalición de tribus creada por el jefe de los queruscos, Arminio, que aniquilaron las legiones de Varo en el año 9, en la batalla del bosque de Teutoburgo. Luego, en el año 15, Germánico se vengó asolando sus tierras y respondió a la beligerante defensa con la construcción de fortificaciones, limes, a lo largo de la frontera sur de sus territorios en Hesse central durante los primeros años del siglo I. Irónicamente, a pesar de que los catos inicialmente se aliaron con los queruscos, serían los que destruirían a estos mismos y no Roma.
Se han encontrado restos de un refugio muy bien fortificado y abandonado en una colina cerca del poblado de Metze Niedenstein (en latín Mattium) en los territorios centrales de los catos, cerca de Fritzlar, en el sur de Kassel. Por otra parte, se ha dicho[¿quién?] que el refugio identificado fue abandonado alrededor de la era cristiana, por lo que su identificación anterior con la capital de los catos, Mattium, ha quedado sin fundamentos.
Según Tácito, en su libro Germania (capítulo 30), eran guerreros disciplinados, famosos por su infantería, la cual, a diferencia de otras tribus germánicas, usaba herramientas para cavar zanjas y llevaban provisiones cuando partían a la guerra. Sus vecinos al norte eran los usípetes y los téncteros.
Los catos luego se fusionaron con sus vecinos mucho más numerosos, los francos, y se incorporaron al reino de Clodoveo I, probablemente con los francos ripuarios, al principio del siglo VI. Son mencionados en el poema épico inglés Beowulf como hetwaras.
En el 723, el misionero anglosajón, Winfrith —luego llamado san Bonifacio, Apóstol de los Germanos—, predicó entre los catos y derribó su árbol sagrado, el roble de Thor, cerca de Fritzlar, como parte de sus esfuerzos para convertir a los catos y otras tribus de Germania septentrional al cristianismo.
La palabra chatti, después de toda una serie de cambios fonéticos, se transformó en el actual Hesse.

## Casuarios
Los casuarios (en latín, chasuarii) fueron una tribu germánica mencionada por Tácito en su obra Germania. Según él, habitaban «más allá de camavos y angrivarios», que se encontraban en el cauce inferior del río Rin. Luego muchos creyeron que la tribu habitaba en la región de la moderna Hannover. Algunos interpretan que el nombre chasuarii «significa habitantes del (río) Hase», un afluente del río Ems. El geógrafo del siglo II Claudio Ptolomeo menciona que los kasouarioi viven en el este de las montañas de Abnoba, en las cercanías de Hesse. Muchos historiadores opinan que los casuarios son idénticos a los chattuarii, citados por numerosos autores.
- Datos: Q164076
- Multimedia: Chatti / Q164076